# Es-tensioni
Es-tensioni è il primo album in studio di Scialpi, pubblicato nel 1983 dalla RCA.

## Descrizione
Nell'album, prodotto da Franco Migliacci, sono presenti tre brani scritti da Mango. Da esso fu tratto un singolo di grande successo, Rocking Rolling, col quale l'artista vinse nella sezione Discoverde del Festivalbar 1983. In vari programmi televisivi venne proposta "Commandos", così come anche "Mi manchi tu", il cui inizio strumentale è di fatto uguale, anche se non accreditato, a "Hunter and the hunted" dei Simple Minds.

## Tracce
Lato A
1. L'io e l'es (F. Migliacci, P. Mango)
2. Calma (F. Migliacci, R. Hine)
3. Mi manchi tu (F. Migliacci, Hall, Golding, Staples)
4. L'ottovolante (Scialpi, F. Migliacci, S. Boswell)
5. Hallò Halloò (Scialpi, F. Migliacci, M. Goldsand, A. Tamborrelli)

Lato B
1. Commandos (F. Migliacci, M. Goldsand, A. Tamborrelli)
2. Nero e blu (A. Mango, P. Mango)
3. Hallelujah (F. Migliacci, A. Mango, P. Mango)
4. No High School (F. Migliacci, S. Boswell)
5. Rocking Rolling (F. Migliacci, M. Goldsand, A. Tamborrelli)